# Stafchef van het Witte Huis
De stafchef van het Witte Huis (Engels: White House Chief of Staff) is het hoogste lid van de executive office van de President van de Verenigde Staten. De positie wordt ook wel 'de op een na machtigste man in Washington D.C.' genoemd.

## Taken en geschiedenis
De taken van de stafchef variëren sterk per regering. Hij/zij is doorgaans verantwoordelijk voor het personeel in het Witte Huis, het bijhouden van de agenda van de president en beslissen wie de president mag bezoeken.
Oorspronkelijk waren veel taken die nu door de stafchef worden uitgevoerd onderdeel van het secretariaat van de president. In 1946, als reactie op de snelle groei van de uitvoerende macht binnen de Amerikaanse overheid, werd de positie 'assistent van de president' ingesteld. In 1961 werd deze assistent stafchef.
Niet iedere president heeft een formele stafchef gehad, zoals bijvoorbeeld John F. Kennedy. Daar de baan vaak een hoop vergt van iemand, bekleden de meeste stafchefs hun positie slechts 2,5 jaar. John Steelman was de laatste stafchef die gedurende het gehele presidentschap van dezelfde president stafchef was. Hij was zes jaar lang stafchef, een record.
De meeste stafchefs zijn voormalige politici, en velen voeren tijdens hun periode als stafchef nog politieke taken uit.

## Lijst van stafchefs
| Nr.    | Stafchef van het Witte Huis White House Chief of Staff | Stafchef van het Witte Huis White House Chief of Staff | Stafchef van het Witte Huis White House Chief of Staff | Ambtstermijn      | Ambtstermijn      | Partij(en) | President(en)                    | Kabinet(en)  |
| ------ | ------------------------------------------------------ | ------------------------------------------------------ | ------------------------------------------------------ | ----------------- | ----------------- | ---------- | -------------------------------- | ------------ |
| 1      |                                                        | John Steelman                                          | John Steelman (1900–1999)                              | 12 december 1946  | 20 januari 1953   | D          | Harry S. Truman (1945–1953)      | Truman       |
| 2      |                                                        | Sherman Adams                                          | Sherman Adams (1899–1986)                              | 20 januari 1953   | 7 oktober 1958    | R          | Dwight D. Eisenhower (1953–1961) | Eisenhower   |
| 3      |                                                        | Wilton Persons                                         | Wilton Persons (1896–1977)                             | 7 oktober 1958    | 20 januari 1961   | R          | Dwight D. Eisenhower (1953–1961) | Eisenhower   |
| [ 2 ]  |                                                        | Kenneth O'Donnell                                      | Kenneth O'Donnell (1924–1977)                          | 20 januari 1961   | 22 november 1963  | D          | John F. Kennedy (1961–1963)      | Kennedy      |
| [ 2 ]  |                                                        | Walter Jenkins                                         | Walter Jenkins (1918–1985)                             | 22 november 1963  | 14 oktober 1964   | D          | Lyndon B. Johnson (1963–1969)    | L.B. Johnson |
| [ 2 ]  |                                                        | Bill Moyers                                            | Bill Moyers (1934–2025)                                | 14 oktober 1964   | 8 juli 1965       | D          | Lyndon B. Johnson (1963–1969)    | L.B. Johnson |
| [ 2 ]  |                                                        | Jack Valenti                                           | Jack Valenti (1921–2007)                               | 8 juli 1965       | 1 juni 1966       | D          | Lyndon B. Johnson (1963–1969)    | L.B. Johnson |
| [ 2 ]  |                                                        | Marvin Watson                                          | Marvin Watson (1924–2017)                              | 22 november 1963  | 26 april 1968     | D          | Lyndon B. Johnson (1963–1969)    | L.B. Johnson |
| [ 2 ]  |                                                        | Jim Jones                                              | Jim Jones (1939)                                       | 26 april 1968     | 20 januari 1969   | D          | Lyndon B. Johnson (1963–1969)    | L.B. Johnson |
| 4      |                                                        | Bob Haldeman                                           | Bob Haldeman (1926–1993)                               | 20 januari 1969   | 30 april 1973     | R          | Richard Nixon (1969–1974)        | Nixon        |
| Vacant |                                                        |                                                        |                                                        |                   |                   |            | Richard Nixon (1969–1974)        | Nixon        |
| 5      |                                                        | Alexander Haig                                         | Lieutenant General Alexander Haig (1924–2010)          | 4 mei 1973        | 21 september 1974 | R          | Richard Nixon (1969–1974)        | Nixon        |
| 5      |                                                        | Alexander Haig                                         | Lieutenant General Alexander Haig (1924–2010)          | 4 mei 1973        | 21 september 1974 | R          | Gerald Ford (1974–1977)          | Ford         |
| 6      |                                                        | Donald Rumsfeld                                        | Donald Rumsfeld (1932–2021)                            | 21 september 1974 | 20 november 1975  | R          | Gerald Ford (1974–1977)          | Ford         |
| 7      |                                                        | Dick Cheney                                            | Dick Cheney (1941)                                     | 20 november 1975  | 20 januari 1977   | R          | Gerald Ford (1974–1977)          | Ford         |
| Vacant | Vacant                                                 | Vacant                                                 | Vacant                                                 | Vacant            | Vacant            | Vacant     | Jimmy Carter (1977–1981)         | Carter       |
| 8      |                                                        | Hamilton Jordan                                        | Hamilton Jordan (1944–2008)                            | 18 juli 1979      | 11 juni 1980      | D          | Jimmy Carter (1977–1981)         | Carter       |
| 9      |                                                        | Jack Watson                                            | Jack Watson (1938)                                     | 11 juni 1980      | 20 januari 1981   | D          | Jimmy Carter (1977–1981)         | Carter       |
| 10     |                                                        | James Baker                                            | James Baker (1930)                                     | 20 januari 1981   | 4 februari 1985   | R          | Ronald Reagan (1981–1989)        | Reagan       |
| 11     |                                                        | Donald Regan                                           | Donald Regan (1918–2003)                               | 4 februari 1985   | 27 februari 1987  | R          | Ronald Reagan (1981–1989)        | Reagan       |
| 12     |                                                        | Howard Baker                                           | Howard Baker (1925–2014)                               | 27 februari 1987  | 1 juli 1988       | R          | Ronald Reagan (1981–1989)        | Reagan       |
| 13     |                                                        | Ken Duberstein                                         | Ken Duberstein (1944–2022)                             | 1 juli 1988       | 20 januari 1989   | R          | Ronald Reagan (1981–1989)        | Reagan       |
| 14     |                                                        | John Sununu I                                          | John Sununu I (1939)                                   | 20 januari 1989   | 16 december 1991  | R          | George H.W. Bush (1989–1993)     | G.H.W. Bush  |
| 15     |                                                        | Samuel Skinner                                         | Samuel Skinner (1938)                                  | 16 december 1991  | 23 augustus 1992  | R          | George H.W. Bush (1989–1993)     | G.H.W. Bush  |
| 16     |                                                        | James Baker                                            | James Baker (1930)                                     | 23 augustus 1992  | 20 januari 1993   | R          | George H.W. Bush (1989–1993)     | G.H.W. Bush  |
| 17     |                                                        | Mack McLarty                                           | Mack McLarty (1946)                                    | 20 januari 1993   | 17 juli 1994      | D          | Bill Clinton (1993–2001)         | Clinton      |
| 18     |                                                        | Leon Panetta                                           | Leon Panetta (1938)                                    | 17 juli 1994      | 20 januari 1997   | D          | Bill Clinton (1993–2001)         | Clinton      |
| 19     |                                                        | Erskine Bowles                                         | Erskine Bowles (1945)                                  | 20 januari 1997   | 20 oktober 1998   | D          | Bill Clinton (1993–2001)         | Clinton      |
| 20     |                                                        | John Podesta                                           | John Podesta (1949)                                    | 20 oktober 1998   | 20 januari 2001   | D          | Bill Clinton (1993–2001)         | Clinton      |
| 21     |                                                        | Andrew Card                                            | Andrew Card (1947)                                     | 20 januari 2001   | 14 april 2006     | R          | George W. Bush (2001–2009)       | G.W. Bush    |
| 22     |                                                        | Joshua Bolten                                          | Joshua Bolten (1954)                                   | 14 april 2006     | 20 januari 2009   | R          | George W. Bush (2001–2009)       | G.W. Bush    |
| 23     |                                                        | Rahm Emanuel                                           | Rahm Emanuel (1959)                                    | 20 januari 2009   | 1 oktober 2010    | D          | Barack Obama (2009–2017)         | Obama        |
| [ 8 ]  |                                                        | Pete Rouse                                             | Pete Rouse (1946)                                      | 1 oktober 2010    | 13 januari 2011   | D          | Barack Obama (2009–2017)         | Obama        |
| 24     |                                                        | Bill Daley                                             | Bill Daley (1948)                                      | 13 januari 2011   | 27 januari 2012   | D          | Barack Obama (2009–2017)         | Obama        |
| 25     |                                                        | Jack Lew                                               | Jack Lew (1955)                                        | 27 januari 2012   | 20 januari 2013   | D          | Barack Obama (2009–2017)         | Obama        |
| 26     |                                                        | Denis McDonough                                        | Denis McDonough (1969)                                 | 20 januari 2013   | 20 januari 2017   | D          | Barack Obama (2009–2017)         | Obama        |
| 27     |                                                        | Reince Priebus                                         | Reince Priebus (1972)                                  | 20 januari 2017   | 28 juli 2017      | R          | Donald Trump (2017–2021)         | Trump I      |
| Vacant |                                                        |                                                        |                                                        |                   |                   |            | Donald Trump (2017–2021)         | Trump I      |
| 28     |                                                        | John Francis Kelly                                     | John Francis Kelly (1950)                              | 31 juli 2017      | 2 januari 2019    | O          | Donald Trump (2017–2021)         | Trump I      |
| [ 8 ]  |                                                        | Mick Mulvaney                                          | Mick Mulvaney (1967)                                   | 2 januari 2019    | 6 maart 2020      | R          | Donald Trump (2017–2021)         | Trump I      |
| 29     |                                                        | Mark Meadows                                           | Mark Meadows (1959)                                    | 6 maart 2020      | 20 januari 2021   | R          | Donald Trump (2017–2021)         | Trump I      |
| 30     |                                                        | Ron Klain                                              | Ron Klain (1961)                                       | 20 januari 2021   | 7 februari 2023   | D          | Joe Biden (2021–2025)            | Biden        |
| 31     |                                                        | Jeff Zients                                            | Jeff Zients (1966)                                     | 8 februari 2023   | 20 januari 2025   | D          | Joe Biden (2021–2025)            | Biden        |
| 32     |                                                        | Susie Wiles                                            | Susie Wiles (1957)                                     | 20 januari 2025   | heden             | R          | Donald Trump (2025–heden)        | Trump II     |

## Trivia
- Twaalf stafchefs hebben ook gediend als minister: Marvin Watson, Alexander Haig, Donald Rumsfeld, Dick Cheney, James Baker, Donald Regan, Samuel Skinner, Leon Panetta, Andrew Card, Bill Daley, Jack Lew en John Francis Kelly.
- Twee waren generaal: Alexander Haig en John Francis Kelly.